# My Generation (歌曲)
（译名《我这一代》）是英国摇滚乐队谁人乐队的一首歌曲，以单曲形式发行于1965年，也被收录进同名专辑中。该曲在英國單曲排行榜上达到第2位，是乐队在母国榜单表现最好的单曲。它在美国榜单上达到了第74位。这首歌是谁人乐队的代表作之一，在《滚石》杂志的“史上最伟大的500首歌曲”榜单上排名第13位。

## 脚注